# المطرية (مركز)
مركز المطرية مركز إداري مصري. يقع في محافظة الدقهلية الواقعة في جمهورية مصر العربية. القاعدة الإدارية للمركز هي مدينة المطرية. يضم المركز وحدة محلية واحدة بقرية العصافرة تتبعها قريتي الضهير وأولاد صبور ونحو 35 كفر ونجع.

## السكان
بلغ عدد سكان المركز 203,851 نسمة في تقدير يوليو 2024 أغلبهم حضر، عدد الرجال منهم 105,111 والنساء 98,740 نسمة.
| السنة  | 1976   | 1986   | 1996    | 2006    | 2017    | 2024    |
| ------ | ------ | ------ | ------- | ------- | ------- | ------- |
| المركز | 73,381 | 87,606 | 105,143 | 127,103 | 177,577 | 212,791 |